# 松本剛明
松本 剛明（まつもと たけあき、1959年〈昭和34年〉4月25日 - ）は、日本の政治家。自由民主党所属の衆議院議員（9期）。
総務大臣（第28・30代）、外務大臣（第141代）、外務副大臣（菅直人第1次改造内閣・菅直人第2次改造内閣）、民主党政策調査会長（第8代）、民主党政策調査会長代行（第3代）、民主党税制調査会長、衆議院議院運営委員長（第70代）、衆議院外務委員長、民主党政策調査会長代理を歴任した。
高祖父は初代内閣総理大臣の伊藤博文。父は防衛庁長官や衆議院議員を務めた松本十郎。在アメリカ合衆国特命全権大使や外務審議官を務めた藤崎一郎は従兄。

## 来歴
東京都出身（現住所は兵庫県姫路市延末）。武蔵高等学校、東京大学法学部第2類（公法コース）卒業。1982年、日本興業銀行に入行。
1989年8月、父・松本十郎（自民党）の第1次海部内閣における防衛庁長官就任に伴い、興銀を退職し秘書官を務める。1993年の衆院選で松本十郎は旧兵庫4区で次点で落選。
1996年10月8日、第41回衆議院議員総選挙が公示。松本は兵庫11区から父親の後継として無所属で立候補。同年10月13日、自民党の旧兵庫4区現職の戸井田三郎が病死。これに伴い次男の戸井田徹が補充立候補した。10月20日、投開票。戸井田徹、新進党新人の五島壮、民主党現職の後藤茂、日本共産党新人の南光勝美、松本の5人が争う激しい戦いとなったが、戸井田が当選し、松本は得票数4位で落選した。

### 初当選
2000年、民主党公認で再度兵庫11区から立候補、自由民主党の戸井田徹を破り、初当選した。
2003年、第43回衆議院議員総選挙で再び戸井田を破り、再選。同年、民主党代表の菅直人が「組閣」した民主党次の内閣（NC）において、NC防衛庁長官に就任。翌2004年、新代表の岡田克也による次の内閣では、NC防衛庁長官・前原誠司の下、NC防衛庁副長官を務める。民主党内では外交・安全保障の政策通で知られた。
2005年9月11日の第44回衆議院議員総選挙では兵庫11区で戸井田に敗れたが、重複立候補していた比例近畿ブロックで復活し、3選。同年9月12日、民主党代表の岡田克也が、総選挙大敗の責任をとり辞任を表明。岡田の辞任に伴う代表選挙（9月17日実施）では、前原誠司の推薦人に名を連ねた。前原執行部では政策調査会長に抜擢された。あわせて、前原新代表による次の内閣では、NC内閣官房長官（規制改革担当）に就任。
2006年3月31日、民主党代表の前原が、堀江メール問題の責任をとり辞任を表明。後任の小沢一郎の下でも政調会長に留任した。
2007年8月の党役員人事により、政調会長を退任（後任は直嶋正行）。
2009年8月の第45回衆議院議員総選挙では兵庫11区で4選。同年9月、衆議院議院運営委員長に就任した。なお、各委員会の常任委員長を決定する際、鈴木宗男を外務委員長に起用する人事を内定していた民主党が、常任委員長人事を一括して議決するよう動議を出した際は、これを認める考えを示した。しかし、衆議院議長の横路孝弘が、外務委員長人事のみを分離して議決する提案を、鈴木の外務委員長就任に反対する自民党やみんなの党に対して示したため、最終的に外務委員長人事案のみ分離した上で議決された。
2010年9月、菅直人第1次改造内閣で外務大臣・前原誠司の下、副大臣に任命された。同年10月、樽床伸二を中心に結成された議員グループ「青山会」の幹事長に就任。
2011年1月、菅直人第2次改造内閣で外務副大臣に再任。

### 外務大臣に就任
2011年3月、在日韓国人から献金を受けていた問題で辞任した前原誠司の後任の外務大臣に昇格した。同年9月、野田内閣発足により外務大臣を退任。党に戻り国会対策委員長代理に就任したが、直後の第178回国会の会期延長をめぐって、共に国対幹部である加藤公一、松野頼久と共に辞表を提出し、党内に混乱をもたらしたとして幹事長の輿石東より1ヶ月間の謹慎処分を課された。その後、松野は民主党を離党し、日本維新の会に参加した。
2012年12月の第46回衆議院議員総選挙では民主党に猛烈な逆風が吹き荒れる中、兵庫11区で自民党新人の頭師暢秀らを破り、5選。同年、民主党政策調査会長代行に就任。2013年1月より民主党税制調査会長を務める。同年9月の党役員人事において、民主党政策調査会長代理に就任した。
2013年12月6日、衆議院本会議で行われた第2次安倍内閣不信任決議案の採決に際し、賛成票を投じる民主党の方針に従わず議場から退席し、投票を棄権した。その後「不信任案提出で、どのように事態を打開するのか教えていただきたい」と述べ、代表の海江田万里ら党執行部の方針を批判した。
2014年12月の第47回衆議院議員総選挙では、兵庫11区で再び自民党新人の頭師暢秀らを破り、6選。2015年の民主党代表選挙では、元幹事長の細野豪志を支持し、細野の推薦人に名を連ねたが、細野は決選投票で岡田克也に敗れた。2015年2月26日、衆議院本会議において特定秘密保護法の運用を監視する情報監視審査会の委員に選任された。

### 民主党を離党
2015年10月26日、安保法制を巡る民主党の国会対応や共産党との連携姿勢（民共共闘）について「（民主党は）徹底的な野党路線に変わってしまった」「私自身が描く政権、考える政権への道と民主党が進む道はもう重ならない」として、民主党からの離党を表明した。同年11月10日、民主党は松本が提出していた離党届を受理した。
2016年9月26日、鈴木貴子とともに自由民主党の衆議院院内会派に参加。2017年9月27日、自由民主党に入党。
2017年10月22日投開票の第48回衆議院議員総選挙において、初めて自由民主党公認候補（公明党推薦）として兵庫11区から立候補し、7選。また、兵庫12区では同じく民主党を去った山口壯も自由民主党公認候補として当選した。同年11月9日、志公会（麻生派）に入会。
2019年10月4日、衆議院外務委員長に就任。
2021年10月31日の第49回衆議院議員総選挙では、日本維新の会公認の住吉寛紀、共産党公認の太田清幸を破り8選（住吉は比例復活で初当選）。

### 総務大臣に就任
2022年11月21日、第2次岸田第1次改造内閣で総務大臣を務めていた寺田稔が、自身の政治団体の政治資金収支報告書を巡る問題が表面化し、事実上更迭されたことを受けて、その後任として起用された。これにより、民国連立政権と第2次安倍内閣以降の自公連立政権の両方で大臣職を務めた最初の人物となった。(第2次安倍政権以前の自民党政権と民主党政権で大臣を務めた人物は菅直人、与謝野馨、田中眞紀子などがいる。)
同年11月22日、「しんぶん赤旗」が、松本の資金管理団体「松本たけあき後援会」が開催した政治資金パーティーの収入をめぐり、政治資金規正法違反の疑いがあると報道した。同日に行われた参議院本会議で、日本共産党の紙智子は岸田文雄首相に対し、松本の大臣任命責任を追及した。さらに日本テレビ系列の情報番組が、その本会議で居眠りをしている松本の姿を放映した。同局の記者が「本会議中に寝てませんでしたか?」と尋ねると、松本は「私、目が細いので」と弁明した。同日、松本は就任記者会見で、パーティー券の価格について「現段階では正確な答えができない」と述べた。同年11月24日の参議院総務委員会でも松本は居眠りを否定し、「私自身、あまり目が大きい方ではない」「考える時に目を細める癖がある」と述べた。
2023年9月13日、第2次岸田第2次改造内閣が発足し、松本は総務大臣を退任。
同年12月14日、自民党5派閥の政治資金パーティーをめぐる裏金問題で、岸田文雄首相は清和政策研究会（安倍派）の閣僚4人と副大臣5人を事実上更迭。松本は鈴木淳司の後任として、総務大臣に就任した。わずか3カ月での再登板となった。民主党時代から3度目の入閣となったが、いずれも内閣改造前に引責辞任した前大臣の後任としての入閣となっている。
同年12月25日、安倍派の大塚拓の政治資金パーティーがホテルグランドヒル市ヶ谷で開催。松本はこのパーティーに出席しスピーチした。安倍派は19日に東京地検特捜部の家宅捜索を受けたばかりであり、政治資金制度を所管する総務省のトップである松本にも批判の声が集まった。パーティー会場から出た松本に記者が問いかけると、松本は「（出席したのは）友だちですから」と言い、「一切何も申しません」と事実上取材を拒否した。
2024年10月27日の第50回衆議院議員総選挙で9選。

## 政策・主張

### 憲法
- 憲法改正について、2021年のアンケートで「賛成」と回答[37]。

- 憲法9条への自衛隊の明記について、2021年のアンケートで「賛成」と回答[38]。

- 改正すべき項目として「自衛隊の保持を明記する」「集団的自衛権の保持を明記する」「環境権に関する条項を新設する」「プライバシー権に関する条項を新設する」「教育の充実に向けた環境整備を行う旨を明記する」「緊急事態に関する条項を新設する」と主張[37]。

- 憲法を改正し緊急事態条項を設けることについて、2021年の毎日新聞社のアンケートで「賛成」と回答[39]。

- 憲法解釈の変更による集団的自衛権の行使に賛成しており[40][41]、前原誠司が主宰する防衛研究会に参加した[42][43]。

### 外交・安全保障
- 「他国からの攻撃が予想される場合には敵基地攻撃もためらうべきではない」との問題提起に対し、2021年のアンケートで「どちらかといえば賛成」と回答[37]。

- 「北朝鮮に対しては対話よりも圧力を優先すべきだ」との問題提起に対し、2021年のアンケートで「賛成」と回答[37]。

- 普天間基地の辺野古移設について、2021年のアンケートで「賛成」と回答[37]。

- 日本が核保有を選択する必要はないという立場を取る[44]。

- 2011年3月、文部科学省の教科書検定の結果が公表され、各社の教科書に竹島が日本の領土と明記されていることが明らかになった[45]。これに対し、日本駐箚大韓民国大使の権哲賢は外務大臣であった松本に抗議を申し入れたが、松本は面会すること自体を2度にわたって拒否し、大使を相手にしなかった[46]。かつて2008年にも同様の理由で当時の大使が抗議しているが、その際は大臣に代わって事務次官が応じており、松本のように面会自体を拒否して誰も応じないという強硬姿勢は異例とされた[46]。3度目の要請に対してようやく面会に応じたが、教科書検定の結果に抗議する件に対して、松本は「抗議は受け入れられない」[47]と断言し、韓国側の主張を一蹴した。この態度は韓国の強い反発を招き、韓国政府は抗議の意味を込めて竹島への海洋基地建設を発表。松本が権に対して抗議を行うと、権は「日本が確執の原因を提供したのだから、わたしたちは言葉ではなく、行動で示さなければならない」と主張した[48][49]。

### 復興外交の提唱
外務大臣在任中に東北地方太平洋沖地震による東日本大震災が発生すると、震災復興の観点から外交政策を戦略的に展開すべきと主張し、「復興外交」を提唱した。従来の菅政権では、資源確保やインフラストラクチャー輸出といった「経済外交」に力点が置かれていたが、松本はそれに加えて「復興外交」を柱に据え、被災地への投資の活性化や観光客の誘致など被災地を支援する方針を表明した。
松本は、2011年4月末から5月初めにかけて各国を歴訪し、震災への各国からの支援に感謝の意を示すとともに福島第一原子力発電所事故の状況などを説明するとの考えを明らかにしたが、この時期は補正予算案審議中であり、国会の予算委員会の基本的質疑や締め括り質疑には全閣僚が出席するのが一般的であるため、賛否両論の事態となった。
民主党国会対策委員長である安住淳は「行かせない」と述べ国外出張に反対する考えを示し、民主党の執行部も補正予算案審議を優先すべきという意見が優勢であったが、一方で野党からは自由民主党総務会長の小池百合子が「今の日本の置かれている立場を考えたら対外的な発信をきちっとしなければいけない」と述べるなど、松本の方針に理解を示す発言が相次ぎ、読売新聞も「予算審議の基本的・総括的質疑に首相と全閣僚が出席する慣例がある。この慣例を墨守し、外交を二の次にすることの弊害に鈍感であってはなるまい」「外交を重視する新たな国会慣例の確立を目指してもらいたい」と社説に掲載した。
最終的に、松本の国外出張を認めることで与野党が一致し、松本ら外務省政務三役は各国歴訪に出発した。訪問先は米国・ブータン・スリランカなどが含まれる一方で、韓国・中国・インドなどの近隣国は外されており、産経新聞には復興外交に戦略が見受けられないと評されている。

### ジェンダー
- 選択的夫婦別姓制度の導入について、2021年の朝日新聞社のアンケートで「どちらかといえば賛成」と回答[37]。同年のNHKのアンケートで「賛成」と回答[38]。

- 同性婚を可能とする法改正について、2021年の朝日新聞社のアンケートで「どちらとも言えない」と回答[37]。同年のNHKのアンケートで回答しなかった[38]。

- 「LGBTなど性的少数者をめぐる理解増進法案を早期に成立させるべきか」との問題提起に対し、2021年のアンケートで「どちらかといえば賛成」と回答[37]。

- クオータ制の導入について、2021年のアンケートで回答しなかった[38]。

### 福島第一原発事故による風評被害
外務大臣在任中、福島第一原子力発電所事故にともない、農産物を中心に風評被害が発生したとされている。これに対し、松本は日本国外で誤った報道がなされないよう対応する考えを明らかにした。さらに、松本は「海外に正確な情報を伝える必要がある。ささやかなメッセージになれば」と述べ、外務省庁舎の食堂で自ら率先して福島県の農産物を食している。また、日本からの一部の輸入農産物に対し、ブラジルが安全性を保証する証明書の添付を求めたことについて、冷静に対応するようブラジルの外務大臣アントニオ・パトリオタに直談判した。松本は国内での出荷制限措置や食品の安全性について説明したうえで、科学的根拠に基づく対応をとるよう理解を求め、パトリオタから「今後の状況の推移を見て、変更や撤廃の可能性について検討していきたい」との言質をとった。

### その他
- 森友学園への国有地売却をめぐる公文書改竄問題で、2021年5月6日、国は「赤木ファイル」の存在を初めて認めた[65]。しかし5月13日、菅義偉首相はファイルの存在を踏まえた再調査を行わない考えを報道各社に書面で示した[66]。9月の自民党総裁選挙で総裁に選出された岸田文雄も10月11日、衆議院本会議の代表質問で再調査の実施を否定した[67]。国の対応をどう考えるかとの同年の毎日新聞社のアンケートに対し、回答しなかった[39]。

- 「原子力発電への依存度について今後どうするべきか」との問題提起に対し、2021年のアンケートで「現状を維持すべき」と回答[38]。

- 新型コロナウイルス対策として、消費税率の一時的な引き下げについて、2021年のアンケートで「必要でない」と回答[38]。

- 外務大臣在任中、「日本外交の発信強化だ」[68]と主張しソーシャルメディアの活用を図るなど、情報発信の強化に努めた。具体的には、フェイスブックやツイッターなどに、外務省の公式アカウントを開設させた[68][69][70]。ツイッターには日本語版だけでなく英語版のアカウントも設け、フェイスブックでは日本語と英語の2言語にて情報を発信するようになった[69][70]。

- 浅尾慶一郎・大塚耕平・細野豪志・古川元久・松井孝治らと共に「1000万人移民受け入れ構想」を共同提案した。「年金の財源がなくなり、若年サラリーマンの給与は膨らんだ老人たちを養うことにほとんど費やされてしまうだけでなく、マーケットの縮小による購買力の低下や土地価格の下落、国際社会での存在感や発言力の薄れといった変化が予測される」や「弥生時代には朝鮮半島から亡命者を中心に大量の外国人が日本に流入し、その彼らがもたらした稲作などの技術により急速に発展を遂げたという歴史があるのだ。」として、移民の必要性を主張した[71]。

## 人物

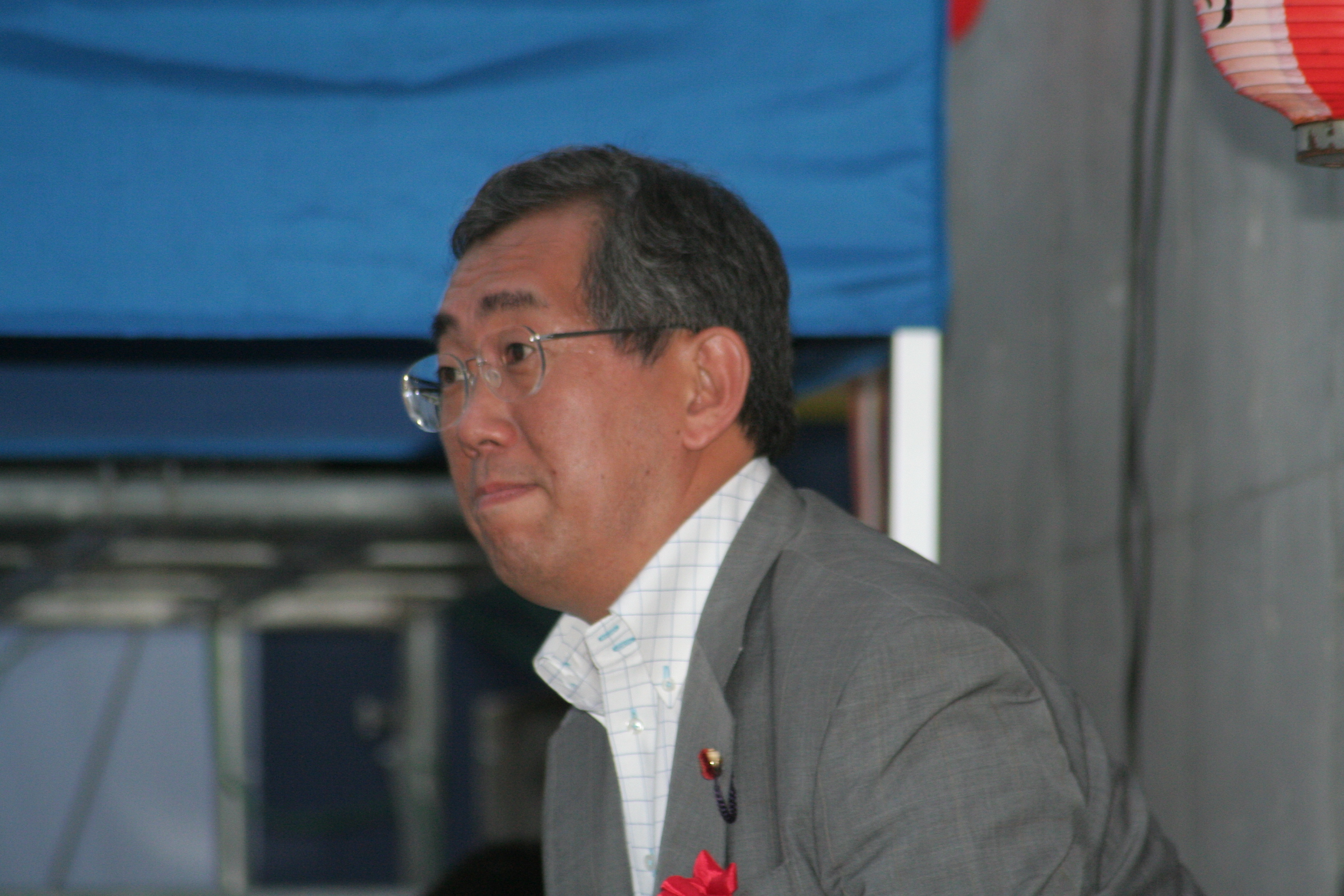
「お夏清十郎まつり」にて（2010年8月10日）

- 喫煙者であり、超党派の愛煙家国会議員からなる議員連盟「もくもく会」に所属している[72]。
- 民主党内では野田グループに所属していたが、次第に野田佳彦と距離を置き、小沢一郎との距離を縮め、2009年に衆議院議院運営委員長に就任して以降は、総務大臣の原口一博、民主党副幹事長の細野豪志と共に「ごますり3人衆」と揶揄された[73]。また、2010年9月14日の民主党代表選挙では菅ではなく小沢に投票した。また、青山会（樽床グループ）の幹事長も務めている。野田グループ退会後はしばらく特定のグループには所属していなかったが、2010年に樽床グループ結成に参加し同会幹事長に就任。なお、2012年の第46回衆議院議員総選挙では青山会会長の樽床伸二が落選し、同会所属の衆議院議員で当選したのは松本、笠浩史の2人だけであった。
- 2002年には鈴木宗男事件において5月に「国後島緊急避難所兼宿泊施設建設工事受注に秘書の関与否定」の証人喚問における鈴木宗男の証言を偽証として議院証言法違反での告発の案件で、自民党などの与党が「議員と秘書と法的としては別人格」として告発に反対した際、「極めて偽証の疑いが濃厚な案件であり告発すべき。もし否決されれば、単に前例がないだけでなく、憲政史上最大級の汚点を残す。自民党は身内の論理を優先させた。与党の公明党、保守党は良心に従って行動いただけるものと思っている。もし否決に加わったとすれば、議員は法に定められた公人の責任を放棄した者として、後世に残る悪名を刻むことになる。国民から負託を受けた議員として良心に従って判断され、必ずや本動議に賛意を表されると信じている」と演説した[74]（この案件は最終的に与党の反対で偽証として告発はされなかった）。

## 不祥事・騒動

### 年金未納問題
2004年に政治家の年金未納問題が問題となった際、1か月分の年金未納が判明した。

### 政治資金規正法違反疑惑
2022年11月21日、総務大臣の寺田稔が不適切な政治資金収支報告書提出や公選法違反の疑いなどを理由として大臣を辞任。同日、松本がその後任に就くが、翌22日、松本の資金管理団体「松本たけあき後援会」が2018年～2020年に開催した政治資金パーティー「松本たけあき支援の集い」で、松本が会場収容人数を大幅に超えるパーティー券を販売していたことが報じられた。政治資金収支報告書に記載された3回のパーティーの詳細は下記のとおり。
| 年月日        | 会場                               | 収入     | 対価の支払をした者の数 |
| ------------- | ---------------------------------- | -------- | ---------------------- |
| 2018年9月11日 | 姫路キャッスルグランヴィリオホテル | 2160万円 | 420人                  |
| 2019年9月20日 | ホテル日航姫路                     | 2160万円 | 459人                  |
| 2020年9月18日 | 姫路キャッスルグランヴィリオホテル | 1988万円 | 448人                  |

1枚2万円の場合、いずれの年も約1000人分の購入があったことになるが、会場となった二つのホテルの宴会場の最大収容人数は立席でそれぞれ600人と400人であり、パーティー券販売数を大きく下回ることが判明。「松本たけあき後援会」は政治資金収支報告書に寄付として記載していないため、政治資金規正法に違反する疑いがあることがあわせて報じられた。報道があった11月22日、日本共産党の紙智子は参議院本会議に登壇し、「政治資金を所管する総務大臣に、自らの政治資金疑惑が問われる者を任命した責任は重大だ。総理の責任で究明すべきだ」と追及した。同年11月24日、松本は参議院総務委員会で、パーティー券を購入したものの、欠席した人がいたと認めた。
同年11月25日、総務省が前年分の政治資金収支報告書を公表。「松本たけあき後援会」が2021年12月27日に開催した「松本たけあき支援の集い・セミナー」においても、会場収容人数を大幅に上回るパーティー券の販売をしていたことが明らかとなった。
| 年月日         | 会場           | 収入     | 対価の支払をした者の数 |
| -------------- | -------------- | -------- | ---------------------- |
| 2021年12月27日 | ホテル日航姫路 | 1772万円 | 349人                  |

### 居眠り問題
2022年11月22日13時、参議院本会議が開会。閣僚席で居眠りをしている松本の姿が同日午後の日本テレビ系列の情報番組で放映された。本会議終了後、同局の記者が「本会議中に寝てませんでしたか？」と尋ねると、松本は「私、目が細いので」と述べながら足早に立ち去った。
2日後の11月24日、参議院総務委員会で立憲民主党の野田国義が、「突如として総務相になり、お疲れも分からなくないが、国会は緊張感を持って臨むことが大切。反省して取り組んでほしい」と求めると、松本はここでも居眠りを否定し、「私自身、あまり目が大きい方ではない」「考える時に目を細める癖がある」「地元の写真は寝ているような写真が多い」と答えた。そこで野田が「そんなこと言うと、また変なことになっていくと思いますよ」と“辞任ドミノ”をにおわせると、松本は一転して陳謝した。

## 親族

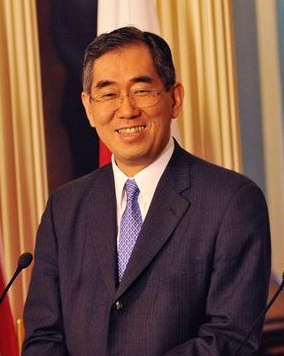
アメリカ合衆国国務省にて（2011年4月29日）

初代内閣総理大臣の伊藤博文公爵は高祖父にあたる（松本の母・悦子は伊藤の三女・朝子の孫）。父は防衛庁長官を務めた元衆議院議員の松本十郎。外交官の藤﨑一郎（駐米大使）は従兄。妻は神奈川県議・吉浜照治の長女で東大の同級生。
- 高祖父 初代内閣総理大臣の伊藤博文
- 曽祖父 西源四郎（外交官、元駐ルーマニア公使、伊藤博文の子・朝子の夫）
- 祖父 藤井啓之助（外交官、元駐チェコスロヴァキア公使、伊藤博文の孫・清子の夫）
- 父 松本十郎（元防衛庁長官・衆議院議員）
- 妹 令子　元財務省大臣官房企画官、同元参事官寺内肇の妻
- おじ

田付景一（外交官、元駐デンマーク大使）
藤﨑万里（外交官、元最高裁判所裁判官・駐オランダ大使）
鶴見清彦（外交官、元ジュネーブ国際機関日本政府代表部大使）
- 従兄 藤﨑一郎（外交官、元在アメリカ合衆国特命全権大使）

## 選挙歴
| 当落 | 選挙                   | 執行日         | 年齢 | 選挙区       | 政党       | 得票数     | 得票率 | 定数 | 得票順位 /候補者数 | 政党内比例順位 /政党当選者数 |
| ---- | ---------------------- | -------------- | ---- | ------------ | ---------- | ---------- | ------ | ---- | ------------------ | ---------------------------- |
| 落   | 第41回衆議院議員総選挙 | 1996年10月20日 | 37   | 兵庫県第11区 | 無所属     | 2万7371票  | 13.84% | 1    | 4/5                | /                            |
| 当   | 第42回衆議院議員総選挙 | 2000年06月25日 | 41   | 兵庫県第11区 | 民主党     | 10万1566票 | 47.38% | 1    | 1/4                | /                            |
| 当   | 第43回衆議院議員総選挙 | 2003年11月09日 | 44   | 兵庫県第11区 | 民主党     | 11万2898票 | 52.62% | 1    | 1/3                | /                            |
| 比当 | 第44回衆議院議員総選挙 | 2005年09月11日 | 46   | 兵庫県第11区 | 民主党     | 11万966票  | 46.47% | 1    | 2/3                | 2/9                          |
| 当   | 第45回衆議院議員総選挙 | 2009年08月30日 | 50   | 兵庫県第11区 | 民主党     | 14万6058票 | 61.30% | 1    | 1/3                | /                            |
| 当   | 第46回衆議院議員総選挙 | 2012年12月16日 | 53   | 兵庫県第11区 | 民主党     | 8万760票   | 39.58% | 1    | 1/4                | /                            |
| 当   | 第47回衆議院議員総選挙 | 2014年12月14日 | 55   | 兵庫県第11区 | 民主党     | 9万182票   | 49.61% | 1    | 1/3                | /                            |
| 当   | 第48回衆議院議員総選挙 | 2017年10月22日 | 58   | 兵庫県第11区 | 自由民主党 | 10万9381票 | 65.29% | 1    | 1/3                | /                            |
| 当   | 第49回衆議院議員総選挙 | 2021年10月31日 | 62   | 兵庫県第11区 | 自由民主党 | 9万2761票  | 49.03% | 1    | 1/3                | /                            |
| 当   | 第50回衆議院議員総選挙 | 2024年10月27日 | 65   | 兵庫県第11区 | 自由民主党 | 8万9943票  | 48.53% | 1    | 1/4                | /                            |

## 所属団体・議員連盟
- 自民党たばこ議員連盟[83]
- もくもく会[72]
- ボーイスカウト振興国会議員連盟（副会長）
- 海事振興連盟（副会長）